# Winston (Suffolk)
Pour les articles homonymes, voir Winston.
Winston est un village et une paroisse civile du Suffolk, en Angleterre.